# Dysyncritus discrepans
Dysyncritus discrepans är en insektsart som beskrevs av Goding. Dysyncritus discrepans ingår i släktet Dysyncritus och familjen hornstritar. Inga underarter finns listade i Catalogue of Life.